# Airport '07
Airport '07 (titulado Aeropuerto '07  en España y Aeropuerto 2007 en Hispanoamérica) es el decimosegundo episodio de la quinta temporada de la serie Padre de familia. El episodio está escrito por Tom Devanney y dirigido por John Holmquist. La trama se centra en Quagmire, quien acaba siendo despedido después de que Peter le retirara a un avión de pasajeros la manguera de combustible después de que este estuviera a punto de ocasionar un desastre aéreo. En un principio el título del episodio iba a ser Keep on Truckin' pero se cambió por razones que se desconocen.
El episodio fue escrito por Tom Devanney y dirigido por John Holmquist. Recibió en general críticas positivas debido a su historia y a las referencias culturales incluidas. Fue visto en 8,59 millones de hogares en su emisión original. El episodio incluye apariciones estelares de Barclay DeVeau, Hugh Hefner, Phil LaMarr, Rachael MacFarlane y Fred Tatasciore, junto con varios actores de voces invitados.

## Argumento
Después de asistir a un festival de paletos en el teatro, Peter decide imitarles tras inspirarse en ellos, no tarda pues en cambiar su personalidad, finalmente acaba comprándose una ranchera, al día siguiente pinta la ventanilla de atrás, lo cual le impide ver por el retrovisor y al dar marcha atrás destroza el coche de Quagmire, quien se disponía a ir al trabajo. Al llegar al aeropuerto, Peter ve cómo dos encargados de pista repostan un Boeing, el cual, Quagmire tiene que despegar, a este se le ocurre entonces que podría hacer volar su camioneta mediante el combustible de queroseno por lo que retira la manguera del avión y la inserta en la ranchera. Al volver los dos empleados y ver que no está la manguera, piensan que ya está lleno y dan vía libre al despegue del avión y Quagmire despega, todo va bien hasta que salta la alarma en la cabina, debido a la falta de combustible, el avión empieza a caer en picado cundiendo el pánico entre los pasajeros, Quagmire finalmente evita una tragedia segura después de realizar un aterrizaje forzoso, pero de nada le sirve salvar a los pasajeros, Quagmire es despedido por negligencia laboral y ser responsable de poner en peligro las vidas de la tripulación del aparato. Enfadado, en el bar, Quagmire culpa de su situación a Peter, el cual le promete no hacer más locuras como paleto.
Tres semanas después, Quagmire sigue sin encontrar empleo, desde el accidente aéreo, ninguna compañía quiere contratarle, al no tener ni empleo ni casa, Peter invita a Quagmire a quedarse en su casa como compensación hasta que encuentre trabajo, mientras vive con los Griffin, sigue mostrando su comportamiento sexual, lo cual termina por cansar a Lois, quien empieza a estar harta de él, tras pedirle a Peter que le ayude a buscar empleo, Peter y los demás consiguen encontrarle faena, lamentablemente acaba fastidiándola de un modo u otro. Finalmente tienen como alternativa intentar que Quagmire recupere su antiguo trabajo mediante un complicado plan, secuestrar un avión, para ello necesitan robar uniformes de pilotos y drogar a los pilotos una vez en el aire, por otra parte, Quagmire estará entre los pasajeros y será él quien pilote el aparato quedando así como un héroe. Ponen en marcha el plan y escogen para secuestrar, el avión con destino Nueva York. El plan va a la perfección, consiguen drogar a los pilotos, ahora le toca el turno a Quagmire, lamentablemente se distrae, cuando a bordo del avión se preguntan por donde estará, resulta estar en tierra teniendo sexo con una azafata en la terminal, en consecuencia, pierde el vuelo y lo que es peor, tanto la vida de sus amigos como la de los pasajeros están en serio peligro.
Quagmire recurre a la bebida tras fallar a sus amigos, en el bar del aeropuerto conoce en persona a Hugh Hefner quien le da un consejo que acaba por inspirarle. El pánico aumenta dentro del avión cada vez más desde que empezó a descender en picado, lamentablemente los operarios de la torre de control parecen ser incapaces de gestionar el problema, Quagmire se hace cargo y mediante radio le explica a Peter lo que debe de hacer para aterrizar de manera segura, tras seguir sus instrucciones, el avión se sale de la pista, pero los pasajeros salen sanos y salvos. Como recompensa por su heroica labor, Quagmire recupera su trabajo, mientras que Peter, Joe y Cleveland son enviados a prisión federal por secuestro.

## Producción
Hugh Hefner prestó su voz para el episodio. En el comentario de audio del DVD, el productor David Goodman comentó el poco respeto mostrado hacía los paletos. Las mujeres tailandesas que huyen del coche de Quagmire después de que Peter le arroyara su vehículo con la ranchera contaron con la voz de Cherry Chevapravatdumrong, productora de Padre de familia. La escena en la que el alcalde Adam West está leyendo un libro infantil en un colegio siendo informado después del accidente aéreo hace referencia a la reacción de George W. Bush tras ser informado por los atentados del 11 de septiembre de 2001. El videomontaje presentado por Tom Tucker mostrando varias maneras el "como hubiera sido el accidente si hubiera..." hace referencia, según MacFarlane a la irresponsabilidad de los medios. La escena en la que un hombre pega a su mujer después de sobrevivir al accidente se tuvo que editar para reducir el número de bofetadas. También hubo un primer plano de Peter saliendo del coche de Paris Hilton. La foto original sacada por un paparazzi se tuvo que editar para que en lugar de Britney Spears apareciese Peter (en el DVD, el pene de Peter aparece sin pixelar a diferencia de la versión televisada.)

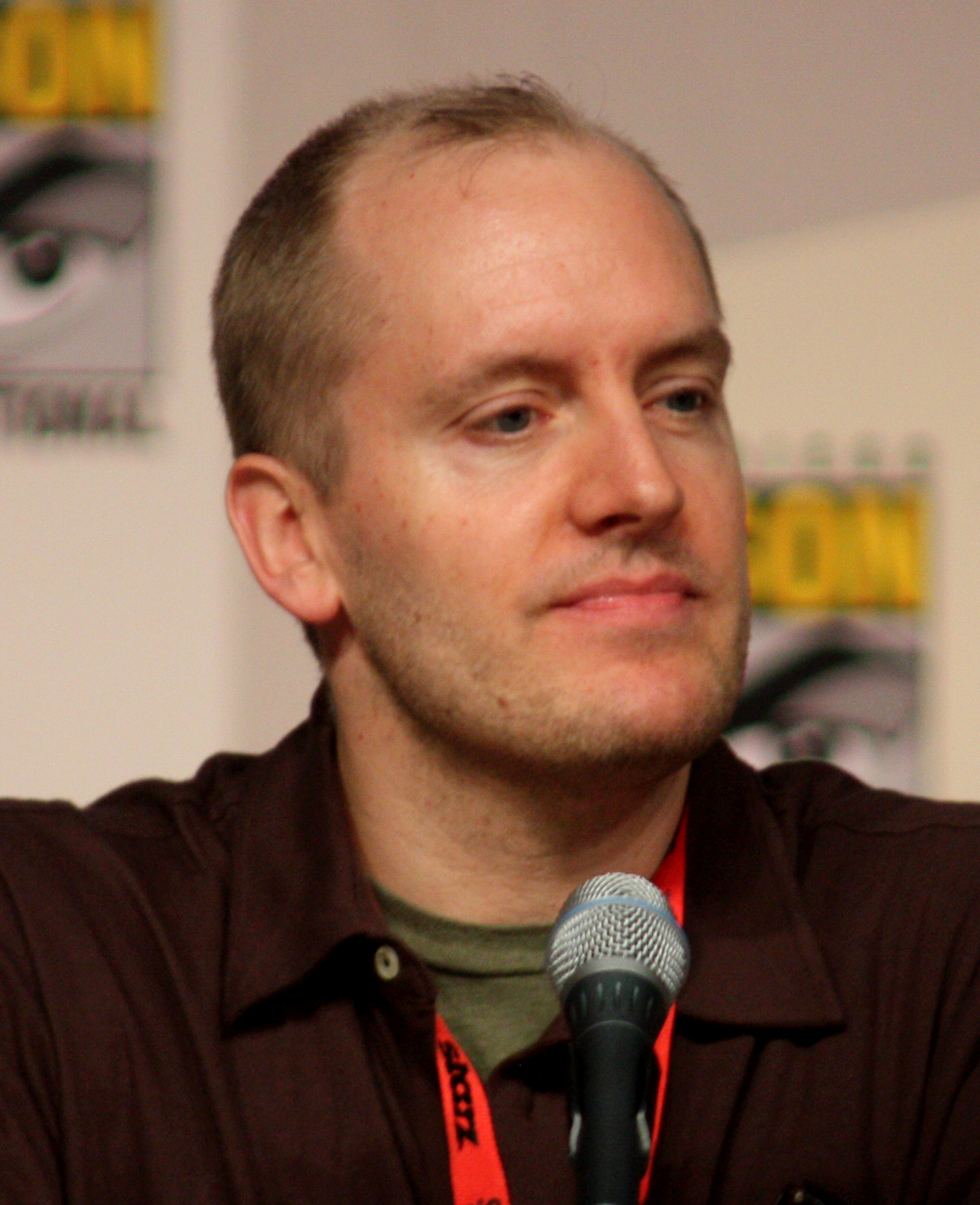
Mark Hentemann coguionista del episodio.

El nombre que se especifica mediante una llamada telefónica para contactar con Quagmire mientras está en casa de los Griffin ("Long Rod Von HugenDong" Buonaverga von granpilón en español) fue editada. La escena musical del "Bebé abandonado en un contenedor" fue interpretado por Danny Smith. Walter Murphy tuvo que organizar una orquesta de 40 piezas para preparar la escena del episodio. La escena en la que se mostraba a Quagmire cambiándole los pañales a Joe fue eliminada en la televisión, ya que los chistes sobre deshechos fecales están prohibidos en las televisiones americanas. Otra escena en donde salía Quagmire fue en un funeral tras acostarse con el cuerpo sin vida de una joven fue censurada, el origen del chiste estaba en que el cura que oficiaba su funeral comentó que la mujer era virgen. Después de enrollarse con la azafata en la terminal, Quagmire le comenta "el contenido de tu vagina puede haberse movido con el coito" fue modificada por "el contenido de tus bragas pudo haberse movido durante el coito" para emitirse en FOX. La conversación entre Hugh Heffner y Quagmire en el aeropuerto tuvo un ligero eco, debido a que la grabación se hizo en los estudios de Heffner. Como resultado, a Quagmire tuvieron que añadirle el mismo nivel de eco para equilibrar sus voces.